# Hove, Belgien
Hove (nederländskt uttal: [ˈɦoːvə]) är en kommun i provinsen Antwerpen i regionen Flandern i Belgien. Kommunen har cirka 8 277 invånare (2020).